# رتروترانسپوزون
رتروترانسپوزون، ژن‌های انتقالی یا ترانسپوزون‌های رنایی، عناصر ژنتیکی هستند که می‌توانند خود را در ژنوم تکثیر کنند و در دی‌ان‌ای بسیاری از یوکاریوت‌ها  به میزان فراوان یافت می‌شوند. رتروترانسپوزون‌ها در واقع به ترانسپوزون‌هایی گفته می‌شوند که "با واسطه" رونویسی در یک مولکول RNA به نقطه‌ای دیگر در ژنوم منتقل می‌شوند. بنابراین سازوکار آن‌ها کپی-پیستی است.
رتروترانسپوزون‌ها در گیاهان بسیار فراوان هستند. برای مثال در گندم حدود نود درصد ژنوم از توالی‌های تکرار شده تشکیل شده‌است.
در انسان حدود 42 درصد ژنوم از رتروترانسپوزون تشکیل شده است، در حالی که سهم ترانسپوزون DNA بین 2 تا 3 درصد است.